# Sclerotinia ricini
Sclerotinia ricini är en svampart som beskrevs av G.H. Godfrey 1919. Sclerotinia ricini ingår i släktet Sclerotinia och familjen Sclerotiniaceae.   Inga underarter finns listade i Catalogue of Life.